# アラブウィーク
アラブウィーク（アラブ・ウィーク、アラビア語: الأسبوع العربي في اليابان、英語: Arab Week in Japan）は、アラブ連盟22カ国の駐日大使館（駐日アラブ外交団）が連名で主催する日本とアラブの交流を図るイベント。2011年11月から2023年5月にかけては、シリアを除く21カ国が主催するイベントであった。

## 概要
1週間にわたりアラブに関する映画・音楽・アートを紹介するイベントを実施。通常年一回開催。主催・会場は各国大使館が持ち回りで行う。開幕レセプションには日本から首相クラスが参加する。
2011年11月12日にシリアは資格停止とされた。2023年5月7日、約11年半ぶりにシリアがアラブ連盟に復帰。

## 構成体
- 駐日アラブ首長国連邦大使館
- 駐日アルジェリア大使館
- 駐日イエメン大使館
- 駐日イラク大使館
- 駐日エジプト大使館
- 駐日オマーン大使館
- 駐日カタール大使館
- 駐日クウェート大使館
- 駐日コモロ大使館　※北京常駐
- 駐日サウジアラビア王国大使館
- 駐日ジブチ共和国大使館
- 駐日シリア大使館　※2011年11月から2023年5月にかけて一時除名
- 駐日スーダン大使館
- 駐日ソマリア大使館　※1990年7月1日以降、日本に常駐せず
- 駐日チュニジア大使館
- 駐日パレスチナ常駐総代表部（駐日パレスチナ大使館）
- 駐日バーレーン大使館
- 駐日モーリタニア大使館
- 駐日モロッコ大使館
- 駐日ヨルダン大使館
- 駐日リビア大使館
- 駐日レバノン大使館